# RESCUE ME〜奪回愛恋〜
「RESCUE ME〜奪回愛恋〜」は、1995年2月8日に発売されたEUROGROOVEの4枚目のシングル。発売元はcutting edge。

## 解説
前作シングル「レスキュー・ミー」の別ヴァージョンであり、アレンジが変更されている他、歌詞が日本語と中国語になっている。
このヴァージョンではゲスト・ヴォーカルとして翠玲（スイレイ|CUILING）がフィーチャリングされている。
中国人と日本人の両方の血が流れている彼女の大陸的感覚と中国の大地から漂うイメージがプロデューサーの小室哲哉が持っている曲のイメージと一致したと言われている。

## 収録曲
作詞：TETSUYA KOMURO & CUILING
作曲：TETSUYA KOMURO
編曲：久保こーじ
1. RESCUE ME〜奪回愛恋〜 [Original Mix] - 日本語歌詞
2. RESCUE ME〜奪回愛恋〜 [Oriental Mix〜CHINESE VERSION〜] - 中国語歌詞
3. RESCUE ME〜奪回愛恋〜 [Instrumental] - 1のInstrumental版
4. RESCUE ME〜奪回愛恋〜 [Instrumental Oriental] - 2のInstrumental版